# كرسي برشلونة
كرسي برشلونة هو كرسي صممه لودفيغ ميس فان دير روه وليلي رايخ. صمم أصلا للجناح الألماني في معرض برشلونة الدولي لعام 1929 الذي استضافته برشلونة، إسبانيا. وقد استخدم لأول مرة في فيلا توغندهات، وهي تحفة من ميس فان دير روه في مدينة برنو (جمهورية التشيك).